# Croton imbricatus
Croton imbricatus là một loài thực vật có hoa trong họ Đại kích. Loài này được L.R.Lima & Pirani mô tả khoa học đầu tiên năm 2008.